# Филиополь
Филиополь (укр. Філіопіль) — село на Украине, находится в Хмельницком районе Винницкой области.
Код КОАТУУ — 0524880605. Население по переписи 2001 года составляет 468 человек. Почтовый индекс — 22063. Телефонный код — 4338.
Занимает площадь 1,5 км².

## Адрес местного совета
22060, Винницкая область, Хмельницкий р-н, с. Великий Мытник, ул. Центральная, 80